# Zé Garoto
Zé Garoto é um bairro do município de São Gonçalo, no Estado do Rio de Janeiro. Pertence ao 1º distrito, junto a outros 29 bairros.

## História
Esse bairro urbanizou-se sob as glebas de terra doadas à Prefeitura pelo imigrante português Mário Alves de Azevedo. Denomina-se Zé Garoto, dado ao apelido de um de seus filhos chamado José Alves de Azevedo, que assim ficou popularmente conhecido. Mário Alves de Avevedo, possuia um armazém e a mais conceituada fábrica de groselhas da época, bem como um alambique onde hoje encontra-se o atual prédio do Antigo Forum. Suas terras englobavam a área em que hoje se localizam a Escola Estadual Nilo Peçanha e a Praça Professora Estephania de Carvalho, conhecida popularmente como Praça do Zé Garoto. Entre o armazém e o espaço onde hoje ficam a escola e a praça havia o Largo (do Zé Garoto), ponto obrigatório do bonde com destino à Alcântara..

## Desenvolvimento
O desenvolvimento do Zé Garoto é um dos melhores do município, pois o bairro é vizinho ao Centro. Ademais, existiriam projetos para a construção de uma estação de metrô no bairro Zé Garoto, que faria parte da Linha 3 do Metrô do Rio de Janeiro. Essa linha ligaria a Praça Arariboia, no centro de Niterói, a Guaxindiba, em São Gonçalo, sendo prevista ainda uma extensão até Itambi e Visconde de Itaboraí, no município de Itaboraí. Haveria, ainda, a previsão de se construir uma ligação entre a Praça Arariboia e a Estação Carioca, no centro do Rio de Janeiro, através de um túnel que passaria por debaixo da Baía de Guanabara.
O Zé Garoto é o bairro que recebe a maioria dos eventos festivos e culturais da cidade, como o ponto de largada dos desfiles escolares de 22 de setembro.